# Hymenopyramis
Hymenopyramis là một chi thực vật có hoa trong họ Hoa môi (Lamiaceae).

## Loài
Chi Hymenopyramis gồm các loài: